# بيرم مختاري
بيرم مختاري مدرب كرة قدم محترف تونسي الجنسية.

## السيرة
درب عدداً من فرق الدوري السعودي بين درجة الأولى والممتاز يعتبر أفضل إنجاز له حصده لقب الدوري كمساعد مدرب لنادي الفتح السعودي بعد ان انتقل اليه من مدرب أول لنادي الجيل السعودي بدوري الدرجة الأولى قبل موسم في عام 2012 وحصل أيضا على كأس السوبر السعودي الذي يقام لأول مره.
عمل كذلك مساعدا لعدد من المدربين بالفريق الأول لنادي الاتحاد بعد أن قضى مع الفريق الأول ثلاث مواسم ثم تولى الإشراف على الفريق لفترة إعداد موسم 2015 جعلت منه معشوق جماهير العميد ليلقب بعدها بالوفي لوقفاته مع الكيان وحيث حقق خلال هاته الفترة الترشح لنصف نهائي كأس أبطال آسيا.
انتقل بعدها مدربا لنادي الشمال القطري بدوري نجوم قطر، ثم نادي العروبة السعودي بالدوري الممتاز  ومنها إلى نادي سموحة المصري . درب كذلك نادي ضمك بدوري الدرجة الأولى السعودي، ثم الرجوع ثانية لنادي العروبة لموسمين متتاليين بدوري الدرجة الأولى.

### التحليل
خلال هذه السنوات التدريبية عمل أيضا في مجال التحليل مع عديد القنوات الخليجية ولا سيما التونسية منها قناة نسمة التي حلل خلالها مباريات كأس العالم 2018. كذلك قناة أم تونيزيا والإذاعة الوطنية التونسية التي حلل خلالها مباريات بطولة إفريقيا 2019.
لم يقتصر تحليله على القنوات الفضائية فقط بل عمل كذلك بالتحليل في القنوات الإذاعية ولا سيما منها إذاعة مكس أف أم السعودية والصحف وأهمها صحيفة النادي.